# Margitta Gummel
Margitta Gummel, született Margitta Helmbold (Magdeburg, 1941. június 29. – Wietmarschen, 2021. január 26.) olimpiai bajnok német atléta, súlylökő.

## Pályafutása
Három olimpián vett részt. Az 1964-es tokiói olimpián az Egyesült Német Csapat tagjaként vett részt és az ötödik helyen végzett súlylökésben. A következő két olimpián az NDK színeiben versenyzett. 1968-ban aranyérmes, 1972-ben ezüstérmes lett.
1966 és 1971 között a szabadtéri Európa-bajnokságon két ezüst- és egy bronzérmet szerzett. A Fedett pályás Európa-bajnokságon egy arany- és két ezüstérmet nyert.
Később kiderült, hogy ő volt az első keletnémet versenyző, akinek szteroidokat adtak be 1968 és 1972 között.

## Sikerei, díjai
- Olimpiai játékok – súlylökés
  - aranyérmes: 1968, Mexikóváros
  - ezüstérmes: 1972, München
- Európa-bajnokság – súlylökés
  - ezüstérmes (2): 1966, 1969
  - bronzérmes: 1971
- Fedett pályás Európa-bajnokság – súlylökés
  - aranyérmes: 1966
  - ezüstérmes (2): 1968, 1971